# Viljem III. Holandski
Viljem Dobri ( nizozemsko Willem, francosko Guillaume; ok. 1286 – 7. junij 1337) je bil grof Hainautski (kot Viljem I.), Avesnesa, Holandije (kot Viljem III.) in Zeelandije (kot Viljem II.) od leta 1304 do svoje smrti.

## Življenje
Viljem, rojen ok. 1286, je bil sin Janeza II. Hainautskega  in Filipe, hčerke Henrika V., grofa Luksemburškega. Bil je brat Janeza Beaumontskega in Alice Hainaultske.
Prvotno se ni pričakovalo, da bo Viljem postal grof. Po smrti svojih starejših bratov Janeza (ubit v Kortrijku leta 1302) in Henrika (um. 1303) je postal dedič očetovih grofij.
Preden je postal grof, ga je leta 1304 v bitki na otoku Duiveland premagal Guy Namurski. Guy in vojvoda Janez II. Brabantski sta nato osvojila večino Zeelandije in Holandije, vendar so bila ta ozemlja spet vrnjena, ko je istega leta Viljem postal novi grof. Viljem je nadaljeval vojno s Flandrijo do pariškega miru leta 1323, med katerim se je grof Flandrije odpovedal vsem zahtevam nad Zeelandijo. Viljem je nato pridobil vso Zeelandijo, vendar se je strinjal, da se bo odpovedal vsem zahtevam po cesarsken fevdu grofiji Flandriji. Viljem je zasedel večino knezo-škofije Utrecht in poskušal osvojiti Frizijo, a ga je njegov napad odbil Hessel Martena. Ob smrti svojega strica Guya Avesnesa, škofa Utrechta, je Viljem leta 1317 vzel njegov fevd Amsterdam in gospostvi Amstel in Woerden in jih za vedno priključil Holandiji. Bil je mogočen in srečen vladar. Uspelo mu je enkrat za vselej urediti razmerje med Zelandijo in Flandrijo. Z vojvodo Brabantskim je vodil mnoge spore zaradi Heusdna in drugih regij, dokler končno poroka njunega sina in hčerke ni potrdila miru med princema in je Heusden ostal v Brabantu. Leta 1332 je od Klevesa kupil deželo Altena. Prek svojega strica, škofa Gvija Utrechtskega, je bil vpliven v cerkveni grofiji, kjer je volil naslednje škofe, kot se mu je zdelo, in jih naredil tako finančno odvisne od sebe.
Mnoge njegove hčere so se poročile s pomembnimi vladarji Evrope; Angleški kralj Edvard III. in cesar Svetega rimskega cesarstva Ludvik IV. sta bila poročena z njegovima hčerkama, on pa s sestro francoskega kralja Filipa VI. Bil je svak francoskega kralja Filipa VI., tast angleškega kralja Edvarda III., cesarja Ludvika Bavarskega   in mejnega grofa Gulika. S temi pomembnimi zavezništvi si je Viljem pridobil velik vpliv in spoštovanje, kar je uporabil za napredovanje interesov svojih grofij. 
Njegovo upravljanje je imelo velik pomen tudi za notranjo zgodovino njegovih držav. Odlično je organiziral vlado Holandije in Zelandije, razdelil grofije na večje število upravnikov za boljše upravljanje, skrbel za vzpostavitev in pravilno hrambo rednih računov in registrov ter ustanovitev rednega kanclerja.. Skratka, grof Viljem III. je bil eden najpomembnejših monarhov, ki so imeli svoj sedež v Binnenhofu v Haagu.
S trdo roko je držal v šahu kmete in mesta ter plemstvo. Ko so Kennemerlandčani občasno poskušali od njega izsiliti peticijo za privilegije, je ta poskus ne le zavrnil, ampak jim je zaradi njihovega pritoževanja celo odvzel prejšnje pravice. Podobna usoda je doletela meščane v Dordrechtu, ki so bili krivi samovoljnih dejanj proti drugim mestom Nizozemske in so celo nameravali upor proti grofu. V Zelandiji je zatrl gibanje med plemstvom, ki je bilo od smrti Volferta Borselenskega še vedno nemirno.
Nenehna odsotnost grofa pa je povzročila dejstvo, da je upravljanje V Holandiji v veliki meri prepustil svojemu ljubljencu, gospodu Viljemu Duivenvoordskemu, ter njegovim prijateljem in sorodnikom, kar je bilo na škodo mnogih uradnikov grofovega Sveta, med katerimi je imel Gerard' Alewijnsz vidno mesto, s katerim je dejansko vodil upravne zadeve grofije. Ta Viljem Duivenvoordski, nezakonski sin iz plemiške rodbine Wassenaarskih, je bil njegov "komornik" in izjemno spreten finančnik, ki je postavil temelje za bogastvo svoje hčerke, poročene z Janezom Polanenskim, in s tem za bogastvo poznejše družine Nassau. Bil je eden najbogatejših gospodov svojega časa, ki je imel velik vpliv v Grofovskem svetu v Holandiji in Brabantu, a je imel veliko sovražnikov med domačo aristokracijo, s čimer je postavil temelje poznejšim sovražnostim. 
Grof je v zadnjih letih Zelandijo pustil v vladanje svojemu sinu Viljemu, ki takrat celo nosi naslov grofa Zelandskega. Ob njegovi smrti leta 1337 ga je ta sin nasledil kot Viljem IV.

## Družina
19. maja 1305 se je Viljem poročil z Ivano Valoiško, sestro bodočega francoskega kralja Filipa VI., in imel naslednje otroke:
- Viljem IV. Holandski, Viljem II. grof Hainautski (1307–1345) [1]
- Janez (umrl 1316) [1]
- Margareta II. Hainaltska, (1311–1356), cesarica, poročena z Ludvikom IV., cesarjem Svetega rimskega cesarstva [1]
- Filipa Hainaultska (okoli 1313–1369), poročena z angleškim kraljem Edvardom III. [1]
- Neža (umrla 1327) [1]
- Joanna Hainautska (1315–1374), poročena z Viljemom V., vojvodo Jüliškim [1]
- Izabela Hainautska (1323–1361), poročena z Robertom Namurskim [1]
- Ludvik (1325–1328) [1]
- Jan Aelman (1320–1389) nezakonski sin in vitez